# کلیسای سنت مایکل، تالین

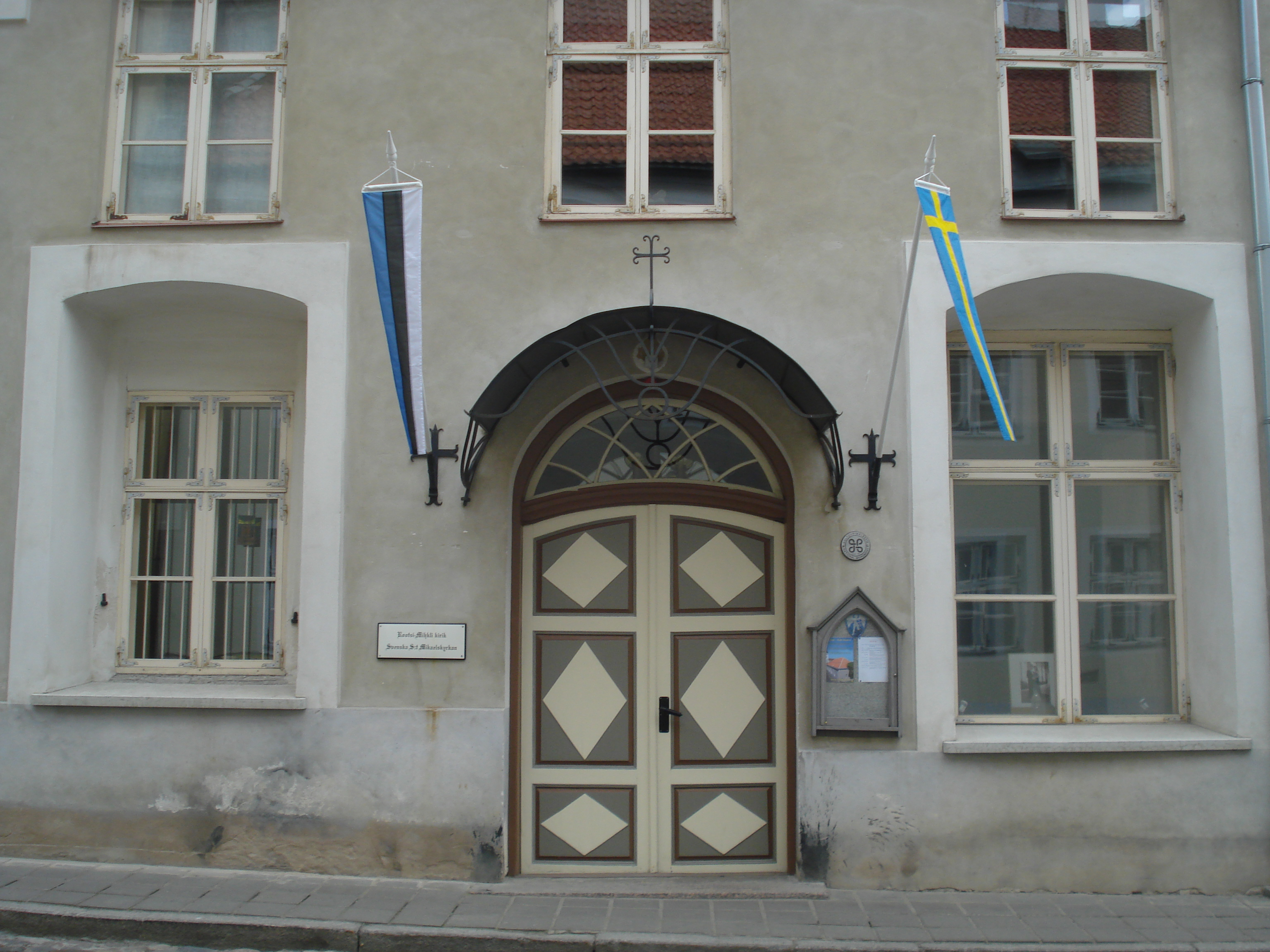
ورودی کلیسا

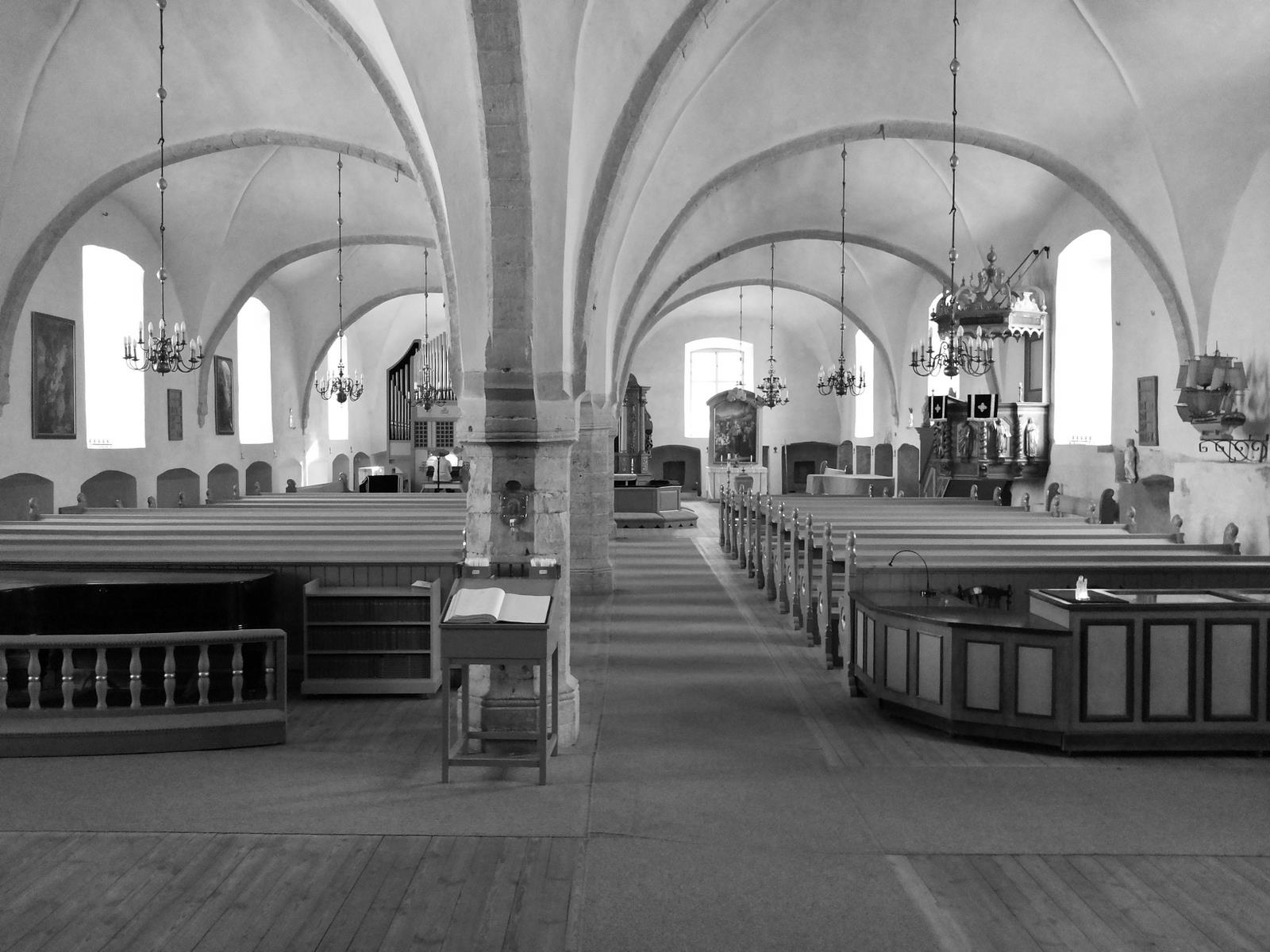
داخل کلیسا سنت مایکل در تالین

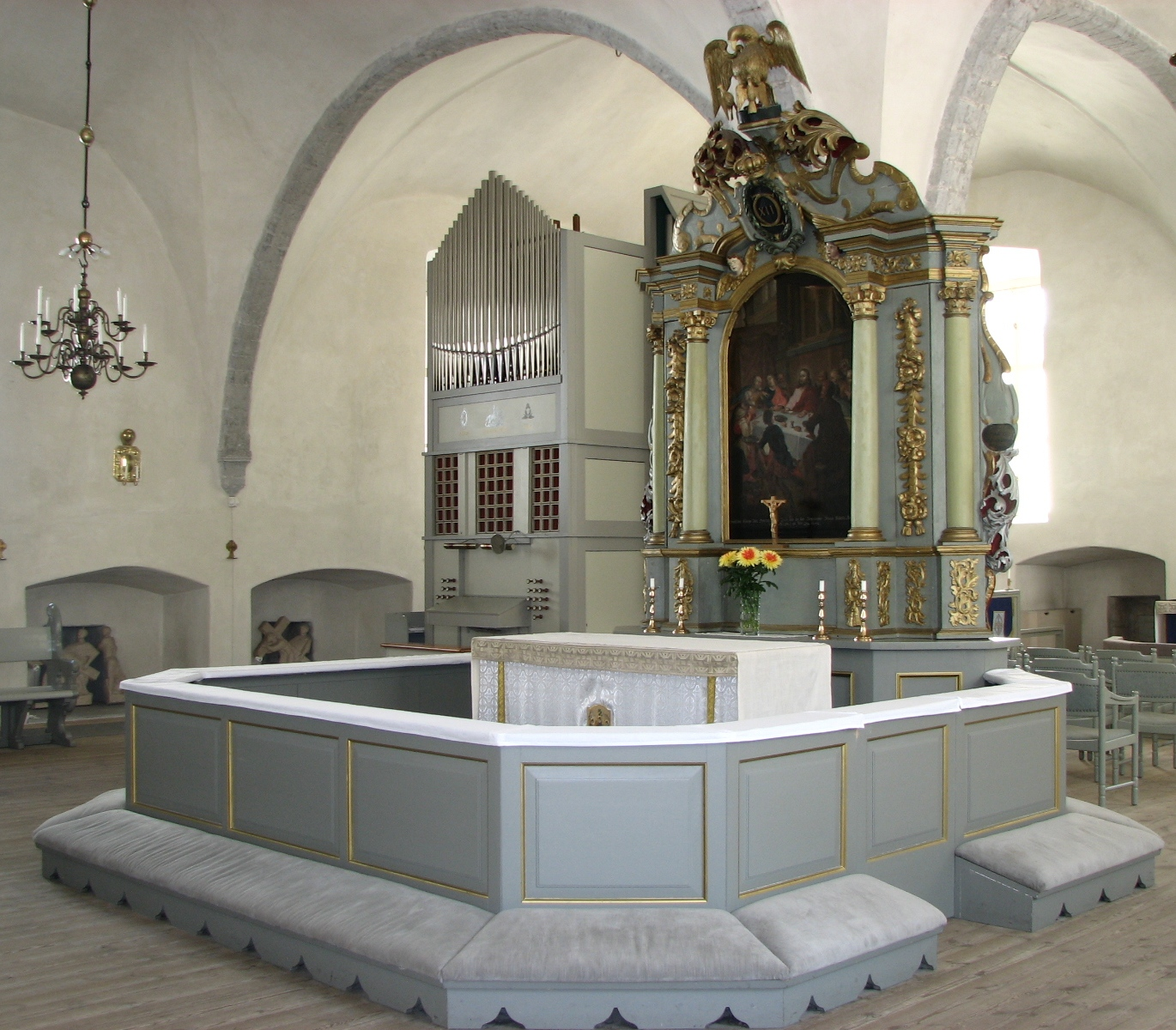
محراب کلیسای سنت مایکل

کلیسای سنت مایکل (استونیایی: Rootsi-Mihkli kirik, سوئدی: Svenska S:t Mikaelskyrkan) کلیسایی در شهر تالین، استونی است.
این کلیسا در سال ۱۵۳۱ میلادی تأسیس شده و متعلق به فرقه لوتریانیسم و سوئدی‌های استونی است.